# Associazione Calcio Hellas 1914-1915
Questa pagina raccoglie i dati riguardanti il Associazione Calcio Hellas nelle competizioni ufficiali della stagione 1914-1915.

## Rosa
| N. |                   | Ruolo | Calciatore            |
| -- | ----------------- | ----- | --------------------- |
| -  | Italia (bandiera) | P     | Diaderico Raffaldini  |
| -  | Italia (bandiera) | D     | Barbasetti            |
| -  | Italia (bandiera) | D     | Aldo Fagiuoli         |
| -  | Italia (bandiera) | D     | Emilio Fosina         |
| -  | Italia (bandiera) | D     | Guido Guarda          |
| -  | Italia (bandiera) | D     | Motta                 |
| -  | Italia (bandiera) | D     | Silvio Ruberti        |
| -  | Italia (bandiera) | D     | Scandolara I          |
| -  | Italia (bandiera) | C     | Enrico Benini         |
| -  | Italia (bandiera) | C     | Conconi               |
| -  | Italia (bandiera) | C     | Francesco Fagiuoli II |

| N. |                     | Ruolo | Calciatore     |
| -- | ------------------- | ----- | -------------- |
| -  | Italia (bandiera)   | C     | Paolo Ferrari  |
| -  | Svizzera (bandiera) | C     | Hans Liniger   |
| -  | Italia (bandiera)   | C     | Maltagliati    |
| -  | Italia (bandiera)   | C     | Rizzini        |
| -  | Italia (bandiera)   | C     | Vianini        |
| -  | Italia (bandiera)   | A     | Dionigi Corsi  |
| -  | Italia (bandiera)   | A     | Luigi Costa    |
| -  | Italia (bandiera)   | A     | Carlo Girardi  |
| -  | Italia (bandiera)   | A     | Mario Paroni   |
| -  | Brasile (bandiera)  | A     | Arnaldo Porta  |
| -  | Italia (bandiera)   | A     | Carlo Vigevani |

## Risultati

### Prima Categoria

#### Sezione veneto-emiliana

##### Girone di andata
| Arbitro: | Tessari (Padova) |

|                     |           |  |
| Corsi 12’ Porta 24’ | Marcatori |  |

| Arbitro: | Storer (Venezia) |

|                       |           |                                    |
| Turra 50’ Appiani 70’ | Marcatori | 10’, 55’, 88’ Porta 20’, 35’ Corsi |

| Arbitro: | Bortoletti (Venezia) |

|              |           |                                                 |
| D'Alvise 21’ | Marcatori | 30’ (rig.), 70’ Corsi 35’, 55’ Porta 80’ Paroni |

| Arbitro: | Pedroni (Milano) |

|                         |           |                |
| Tonini II 14’, 15’, 43’ | Marcatori | 50’, 81’ Corsi |

| Arbitro: | Mauro (Milano) |

|  |           |           |
|  | Marcatori | 40’ Corsi |

##### Girone di ritorno
| Arbitro: | Storer (Venezia) |

|                                         |           |  |
| Dal Dan 2’ (rig.) Blasich 72’ Cosmo 78’ | Marcatori |  |

| Arbitro: | Bianchi (Milano) |

|                                                         |           |                              |
| Corsi 11’, 50’, 55’ Porta 20’, 30’ Paroni 65’ Costa 75’ | Marcatori | 35’ (rig.) Appiani 70’ Payer |

| Arbitro: | Storer (Venezia) |

|                                      |           |                                       |
| Ferrari 5’, 21’ Costa 50’ Paroni 51’ | Marcatori | 16’ D'Alvise 85’ Azzolini 87’ Pozzani |

| Arbitro: | Masperi (Brescia) |

|          |           |  |
| Porta 5’ | Marcatori |  |

| Arbitro: | Scamoni (Torino) |

|           |           |           |
| Corsi 53’ | Marcatori | 6’ Bonzio |

#### Girone di semifinale
| Arbitro: | Mauro (Milano) |

|                                         |           |           |
| Mosso III 42’ Mosso I 51’ Fiamberti 72’ | Marcatori | 25’ Costa |

| Arbitro: | Moda (Milano) |

|                     |           |                           |
| Porta 14’ Corsi 18’ | Marcatori | 15’, 82’ Gay 88’ Tacchini |

| Arbitro: | Bianchi (Milano) |

|                           |           |  |
| Raso 15’, 55’, 65’ (rig.) | Marcatori |  |

| Arbitro: | Cattaneo (Milano) |

|           |           |                                           |
| Porta 42’ | Marcatori | 12’ Tirone 23’, 68’ Mosso III 63’ Mosso I |

| Arbitro: | Portigliatti (Torino) |

|                             |           |  |
| Rampini II 33’, 42’ Gay 64’ | Marcatori |  |

| Arbitro: | Bortoletti (Venezia) |

|                                                             |           |  |
| Costa 6’ Corsi 11’, 41’, 45’ (rig.), 71’ (rig.) Girardi 82’ | Marcatori |  |

## Statistiche

### Statistiche dei giocatori
| Giocatore    | Prima Categoria | Prima Categoria |
| Giocatore    | Presenze        | Reti            |
| ------------ | --------------- | --------------- |
| Corsi        | 16              | 18              |
| Vigevani I   | 14              | 0               |
| Liniger      | 12              | 0               |
| Girardi      | 12              | 1               |
| Benini       | 13              | 0               |
| Raffaldini   | 16              | -31             |
| Guarda       | 1               | 0               |
| Ferrari      | 2               | 2               |
| Barbasetti   | 13              | 0               |
| Costa        | 15              | 4               |
| Paroni       | 12              | 3               |
| Motta        | 6               | 0               |
| Ruberti      | 8               | 0               |
| Scandolara I | 4               | 0               |
| Porta        | 15              | 10              |
| Conconi      | 1               | 0               |
| Fosina       | 3               | 0               |
| Maltagliati  | 3               | 0               |
| Fagiuoli I   | 3               | 0               |
| Fagiuoli II  | 5               | 0               |
| Vianini      | 1               | 0               |
| Rizzini      | 1               | 0               |